# Live Printemps de Bourges 2002
Live Printemps de Bourges 2002 es un álbum en vivo del músico francés Jean Michel Jarre, publicado el 20 de marzo de 2006 y lanzado exclusivamente por iTunes.
Live Printemps de Bourges 2002 es un álbum muy especial en la discografía de Jarre. Fue grabado el 12 de abril de 2002 en el Palacio Jacques Cœur en Bourges, Francia en medio del popular y famoso festival de música Le Printemps de Bourges (Primavera de Bourges).

## Antecedentes
En febrero de 2002, como parte de la realización anual de este festival, los organizadores de Le Printemps de Bourges invitaron a Jean Michel a participar en uno de sus eventos diarios llamado «Audio-brunch». El festival se llevó a cabo desde el 9 al 14 de abril de 2002 y Jean Michel se presentó el día 12. Este evento consistió de un espectáculo del trabajo musical de Jarre, así también un relevante debate acerca de los temas interpretados. Para este particular debate, el tema fue «De Pierre Schaeffer a lo Tecno; Herencia o Traición?», en el cual el grupo belga de tecno Soul Designer también participó a lo largo del debate con los moderadores Jean-Yves Leloup y Ariel Kyrou (autor del libro “Rebel Techno, a Century of Electronic Music”)
En lo que ha sido denominado como el «concierto más corto» de Jean Michel Jarre, la presentación «Audio-brunch» consistió en la interpretación de cuatro temas inéditos, así mismo esta performance se vio marcada en gran medida por las variadas improvisaciones de Jean-Michel y su colaborador Francis Rimbert en los temas nuevos.

## Observaciones
- El tema «Alive in Bourges» fue incluido posteriormente en el concierto “AERO: Tribute to the Wind” del año 2002; en esta oportunidad el tema fue renombrado como «Aero», e interpretado conjuntamente con el dúo musical Safari Duo.

- El tema «Metallic Souvenir» es una nueva interpretación de la composición original «AOR» de Jean Michel Jarre, compuesta en 1971 para la Casa de Ópera de París.

## Lista de temas

### Edición 2006 (Digital/iTunes)
| Live Printemps de Bourges 2002 |                     |          |  |
| N.º                            | Título              | Duración |  |
| 1.                             | «Alive In Bourges»  | 23:33    |  |
| 2.                             | «Metallic Souvenir» | 6:35     |  |
| 3.                             | «Body Language»     | 4:39     |  |
| 4.                             | «Paris Bourges»     | 11:24    |  |
| 46:11                          |                     |          |  |

### Edición 2016 (Digital/CD)
| Live Printemps de Bourges 2002 |                 |          |  |
| N.º                            | Título          | Duración |  |
| 1.                             | «Rehersals»     | 4:26     |  |
| 2.                             | «Introduction»  | 5:25     |  |
| 3.                             | «Bleu (AOR)»    | 7:26     |  |
| 4.                             | «Metamorphoses» | 5:01     |  |
| 5.                             | «Bourges 1»     | 12:32    |  |
| 6.                             | «Bourges 2»     | 23:35    |  |
| 58:25                          |                 |          |  |

## Personal y equipo
- Jean Michel Jarre — EMS VCS3 / Theremin / Roland XP-80
- Francis Rimbert — EMU XL7 / Roland JP-808